# Lesfurets
Lesfurets est un site de comparaison français. Il permet de comparer les tarifs, les garanties et les services d'assurance automobile, santé, deux roues, habitation et emprunteur.
Depuis 2017, lesfurets propose également de comparer les offres de prêts immobiliers, de crédits, de comptes bancaires ainsi que les offres gaz et électricité.

## Histoire
En avril 2012, à la suite du rachat par le groupe anglais BGL (en), AssureMieux.com devient lesfurets. La marque s'accompagne, depuis, de campagnes publicitaires mettant en scène une équipe de furets, dont les personnages principaux sont Hervé (basé sur Aleksandr Orlov (en) ou Tommy Brock (en)) et François (basé sur Sergei (en)). Leur rôle : chercher, sans cesse, pour proposer la bonne offre aux meilleurs prix.
Le groupe BGL est une société spécialisée dans les services financiers, notamment connue en Grande-Bretagne pour son comparateur d'assurance comparethemarket.com (en). Le site appartient à la société Courtanet.
Lesfurets est membre du Groupement des Comparateurs en Assurance et Banque.
En 2019 la marque change de charte graphique, Rami Karam succède à Hamid Benamara en tant que directeur général.

## Offre
Lesfurets est un site de comparaison pour l'assurance (voiture, moto, santé, habitation, emprunteur, animaux), prêt immobilier, crédit à la consommation, comptes bancaires, énergie, box internet,.